# Hans Meyers
Hans Meyers (* 10. Juli 1912 in Düsseldorf; † 13. Januar 2013 in Ratzeburg) war ein deutscher Künstler und Autor mehrerer fachdidaktischer Publikationen.

## Leben
Hans Meyers studierte von 1931 bis 1935 an der Düsseldorfer Kunstakademie, unter anderem bei Paul Klee (Malerei) und bei Hubert Netzer (Bildhauerei), mit dem Abschluss des künstlerischen Staatsexamens. Danach nahm er ein Lehramt an und übernahm die Ausbildung von Kunstpädagogen. Ab 1949 lebte er in Darmstadt. Von 1948 bis 1960 war er Dozent, unter anderem am damaligen Pädagogischen Fachinstitut Jugenheim und von 1962 bis 1992 Professor für Bildende Kunst und für Kunstdidaktik an der Johann Wolfgang Goethe-Universität in Frankfurt am Main.
Hans Meyers lebte zuletzt in Ratzeburg.

## Rezeption seiner kunstpädagogischen Theorie heute
Meyers kunstpädagogische Ansätze wirken bis heute in der kunstpädagogischen Theoriebildung. Seine Wirkung ist allerdings nicht unumstritten. Hubert Sowa weist 2011 darauf hin, dass eine umfassende wissenschaftliche Auseinandersetzung mit Meyers’ „Theorie der Kunsterziehung“ von 1973 nicht erfolgt ist und eine umfassende Theorie der Kunstpädagogik und -didaktik seither nicht mehr unternommen wurde. Carl-Josef Pazzini warf Meyers 2019 vor, sich nicht klar von Gedankengut aus der Zeit des Nationalsozialismus abgegrenzt zu haben.

## Werke
- Kind und bildnerisches Gestalten. Psychologische Voraussetzungen der Kunsterziehung in der Volksschule. [Reihe: Psychologie der Unterrichtsfächer der Volksschule. Hrsg. Wilhelm Hansen]. München, Kösel, 1968.
- Mit Hermann Lebers (Hrsg.): Das expressionistische Werk von Hans Meyers. Kramer, Frankfurt am Main 1983, ISBN 3-7829-0268-8.
- Blick zurück: Das Jahrhundert – Fragwürdigkeiten, Stellungnahmen – und die Kunst. Kovač, Hamburg 2002, ISBN 978-3-8300-0024-2 (= Lebenserinnerungen, Band 14).
- Hans Meyers. Ein Lebenswerk nachexpressionistischer Malerei, mit Bildern und Zeichnungen auf beiliegender CD-ROM,  Kovač, Hamburg 2006, ISBN 978-3-8300-2424-8 (= Lebenserinnerungen, Band 68).
- Jugendland. Kovač, Hamburg 2009, ISBN 978-3-8300-4024-8 (= Lebenserinnerungen, Band 72).
- Mit Wolfgang Legler (Hrsg.): Das Spätwerk seiner Malerei: aus Anlass seines hundertsten Geburtstags. Kovač, Hamburg 2012, ISBN 978-3-8300-6424-4 (= Lebenserinnerungen, Band 73).
- Hans Meyers: Grafik. Kovač, Hamburg 2013, ISBN 978-3-8300-7024-5 (= Lebenserinnerungen, Band 74).